# TER Lorraine

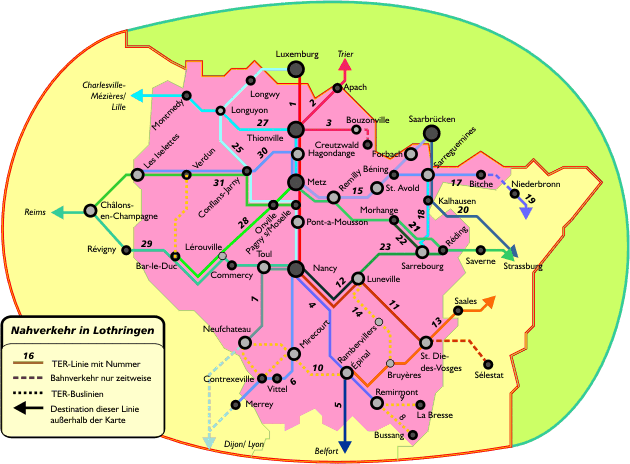
Die Nahverkehrslinien in Lothringen

Der TER Lorraine war ein Verkehrsunternehmen, das für die französische Region Lothringen die Logistik des öffentlichen Personennahverkehrs (ÖPNV) zur Verfügung stellte. Im Zuge der Neuordnung der französischen Regionen ging es 2017 im neu gegründeten TER Grand Est auf.
Die vier Départements Meurthe-et-Moselle (54), Meuse (55), Moselle (57) und Vosges (88) innerhalb von Lothringen wurden vom TER Lorraine bedient. Eine Ausnahme bilden die Bahnhöfe Audun-le-Tiche (Deutsch-Oth) und Volmerange-les-Mines (Wollmeringen), die nur von Luxemburg aus durch die luxemburgische Staatsbahn – Chemins de Fer Luxembourgeois – angefahren werden. Insgesamt bestand ein Streckennetz von 1.850 Kilometer. Dies entsprach einem Anteil von 5,8 % bezogen auf das Streckennetz ganz Frankreichs.
Einige der aktiven Linien wurden und werden nur sehr spärlich bedient. So verkehrten  bis zur Fusion von TER Lorraine beispielsweise nur noch zwei Züge pro Tag zwischen Neufchâteau und Culmont-Chalindrey sowie nur noch vier Züge pro Woche zwischen Diedenhofen und Trier.
Seit den 1970er Jahren wurden mehrere Eisenbahnlinien in Lothringen geschlossen, unter anderen die Direktverbindung von Jarny nach Metz sowie die Strecke zwischen Remiremont und Bussang. Selbst seit der Jahrtausendwende wurden mehrere Zuglinien eingestellt, wie die Verbindung von Saargemünd nach Bitsch 2011 oder diejenige von Merrey über Vittel nach Pont-Saint-Vincent 2016.

## Infrastruktur
Seit Einführung des TER in Lothringen wurden gewaltige Anstrengungen zur Verbesserung der Infrastruktur vorgenommen. Auch die neue TGV-Trasse, die in West-Ost-Richtung durch Lothringen führt und keinen zuvor bestehenden Bahnhof berührte, hat für Regionalzüge große Anpassungen des Zugbetriebs erforderlich gemacht.
Insgesamt existieren 169 Bahnhöfe. Auf einer Landesfläche von insgesamt 23.550 km² entsprach dies in etwa einem Bahnhof auf 139 km² (zum Vergleich: Im Elsass kam ein Bahnhof auf durchschnittlich 50 km²).
TER Lorraine nahm den Betrieb am 1. Januar 2002 auf und firmierte unter der Bezeichnung Metrolor. Die durchschnittliche tägliche Fahrgastzahl betrug 40.000. Im Jahr des Markteintritts bestanden 102 Zugeinheiten mit insgesamt 20.000 Sitzplätzen. Ende 2005 waren es 122 eigene Einheiten mit 26.000 Sitzplätzen beziehungsweise 27.000 Plätzen einschließlich des Materials der Deutschen Bahn und CFL auf den Strecken in Frankreich. 2005 existierten zehn unterschiedliche Fahrzeugtypen mit einem Durchschnittsalter von 27 Jahren, bis zum Ende des Jahres 2008 sollten alle alten Fahrzeuge ausgemustert oder renoviert worden sein. Der Fahrzeugbestand umfasste 2008:
| Fahrzeugtyp                            | Anzahl | Einsatz auf Strecken                                                               | Bemerkungen                  |
| -------------------------------------- | ------ | ---------------------------------------------------------------------------------- | ---------------------------- |
| Dieseltriebwagen                       |        |                                                                                    |                              |
| X 4750 (EAD)                           | 14     | Metz–Verdun, Epinal–Strasbourg, Nancy–Merrey und nach Sarreguemines, Nancy–St. Dié | –                            |
| X 73 500                               | 6      | Sarreguemines–Sarralbe, Metz–Conflans/Jarny-Verdun, Metz–Sarreguemines             | –                            |
| X 73 900                               | 5      | Sarreguemines–Sarralbe, Metz–Conflans/Jarny-Verdun, Metz–Sarreguemines             | + 2 DB (DB-Baureihe 641)     |
| X 76500 (AGC)                          | 9      | Nancy–Epinal–Remiremont, Nancy–St. Dié                                             | –                            |
| Elektrische Triebwagen/Lokomotiven     |        |                                                                                    |                              |
| Z 11500                                | 16     | Metz-Strasbourg, Nancy-Neufchâteau, Thionville-Longuyon, Charleville-Mézières      | –                            |
| Z 24500 (TER2N, Doppelstocktriebwagen) | 25     | Metz–Forbach, Nancy–Luxemburg                                                      | + 3 CFL                      |
| Z 27500 (AGC)                          | 32     | Nancy–Epinal–Remiremont, Nancy–St. Dié                                             | –                            |
| BB 25500                               | 9      | Nancy–St. Dié                                                                      | Lokomotive der-RRR Wendezüge |
| Reisezugwagen                          |        |                                                                                    |                              |
| RRR (Rame Réversible régionale)        | 8      | Nancy–St. Dié                                                                      | –                            |
| RIO (Rame inox omnibus)                | 6      |                                                                                    | –                            |
| Voitures CORAIL                        | 8      | Nancy–Longwy                                                                       | –                            |

## Fahrgäste
Von den 12,5 Millionen TER-Fahrgästen im Jahre 2003 fuhren:
- 72 % innerhalb der eigenen Struktur (Lothringen) (9,11 Mio.)
- 17,7 % grenzüberschreitend, insbesondere nach Luxemburg (2,22 Mio.)
- 10,3 % über die Grenzen des regionalen TER Lorrain hinweg nämlich ins Elsass, Champagne-Ardenne und nach Franche-Comté (1,2 Mio.).